# Limosa fedoa
Limosa fedoa là một loài chim trong họ Scolopacidae.
Tính trung bình, loài này là loài lớn nhất trong số 4 loài chim mỏ nhác. Tổng chiều dài là 40–50 cm (16–20 in), bao gồm mỏ lớn dài 8–13 cm (3,1-5,1 in), và sải cánh là 70–88 cm (28–35 in). Chúng có cân nặng từ 240-510 g.